# Ramon Guillem (bisbe de Barcelona)
Ramon Guillem (?-1115) fou bisbe de Barcelona de 1106 al 1115. Ocupà la prepositura del capítol de la catedral de Barcelona quan l'abandonà Oleguer. Ocupant aquest càrrec rebé confirmació pontifícia sobre tots els béns de l'Església de Barcelona l'any 1104. restant vacant la seu l'any 1106 fou escollit Ramon per a ocupar-la, actuant com a tal el gener del 1107 com a receptor d'una donació que el comte Ramon Berenguer III feu a favor de la Catedral i del bisbe. El 7 de les calendes de febrer del 1108 el Comte Ramon Berenguer donà totes les capellanies que pertanyien en territori de la diòcesi de Barcelona. El juliol del 1108 fou jutge junt amb el bisbe Arnau de Vic i Sant Oleguer prior de Sant Adrià, en un plet entre l'abat de Sant Cugat i el de Santa Cecília de Montserrat.
El 1108 hi hagué una nova ràtzia de moros sobre el Penedès que s'endinsà fins al Castell de Gelida, cremant llocs, matant a molts habitants i emportant-se molts captius. A ran d'aquesta incursió sarraïna el comte Ramon Berenguer i el bisbe Ramon instituïren una franquesa per als habitants d'Olèrdola, destruïda en aquella ocasió.
El bisbe Ramon fou enviat juntament amb altres senyors com a ambaixador pel comte Ramon Berenguer a demanar auxili al rei de França, que partiren prop de carnestoltes del 1109 i que arribaren a audiència del rei Carles el Gras durant la quaresma. El rei de França, acabat de coronar, que tenia molts fronts oberts, oferir auxiliar a Catalunya després de tractar l'assumpte a les corts que tenia previst tenir per pentecosta. El bisbe i la resta d'ambaixada tornaren al seu país. No consta l'entrada de tropes franceses.
Hi hagué una disputa amb el monestir de Sant Cugat sobre l'església de Castellar, que els monjos havien agregat a la seva jurisdicció i que el prelat recuperà. El 9 de les calendes de novembre del 1110 vengué amb acord del capítol un hort amb casa al terme de la Vilanova dels Arcs, un raval de Barcelona, a Pere Adalbert i la seva muller Adelaida, per cens d'un mancús i per entrada rebé un morabatí d'or. El 2 de gener de 1113 consagrà junt a molts canonges l'església de Santa Maria de Terrassa, on hi hagué el bisbat d'Egara, i li confirmà tots els béns, delmes i els límits parroquials. Assenyalà un terme de sagrera de trenta passes i hi deixà relíquies dels Màrtirs de Saragossa, i dels màrtirs Sant Sever, Julià i Valentí.
Els moros de Mallorca causaven molts perjudicis a les costes veïnes del Mediterrani, pel que es tractà seriosament d'acabar amb ells.
El papa envià un legat, anomenat Boso, per promoure la croada pisano-catalana contra ells. L'any 1114 diversos prelats amb clergues i seglars entre els quals el bisbe Ramon. Es formà una gran armada de pisans i catalans, que conqueriren les Balears l'any 1115, morint en l'empresa el bisbe Ramon.